# Memecylon erythranthum
Memecylon erythranthum är en tvåhjärtbladig växtart som beskrevs av Ernest Friedrich Gilg. Memecylon erythranthum ingår i släktet Memecylon och familjen Melastomataceae. Inga underarter finns listade i Catalogue of Life.